# Bratan Zenow
Bratan Zenow Gawrilow (auch Bratan Tsenov Gavrilov geschrieben, bulgarisch Братан Ценов Гаврилов; * 7. Januar 1964 in Lukowit bei Lowetsch) ist ein ehemaliger bulgarischer Ringer. Er war Weltmeister und Europameister im griechisch-römischen Stil im Papiergewicht.

## Werdegang
Bratan Zenow begann als Jugendlicher 1975 mit dem Ringen. Nach ersten größeren Erfolgen wurde er Mitglied des Sportclubs Slavia-Litex Sofia, in dem die Ringerelite Bulgariens im griechisch-römischen Stil konzentriert ist. Sein Trainer war dort Stefan Stojew. Der 1,56 Meter große Athlet rang zu Beginn seiner Karriere im Papiergewicht und wechselte 1989 in das Fliegengewicht. Als ersten internationalen Wettkampf bestritt er die Junioren-Weltmeisterschaft 1981, bei der er im Papiergewicht hinter Mark Fuller, USA u. Magyatdin Allachwerdijew aus der UdSSR den 3. Platz belegte. Bei der Junioren-Europameisterschaft 1982 in Leipzig, kam er im Papiergewicht hinter Markus Scherer aus der Bundesrepublik Deutschland und vor Magyatdin Allachwerdijew auf den 2. Platz. 1982 wurde im Alter von 18 Jahren auch schon bei der Senioren-Weltmeisterschaft in Kattowitz im Papiergewicht eingesetzt. Dort belegte er hinter Timor Taimuras Kasaraschwili aus der UdSSR und Salih Bora aus der Türkei den dritten Platz und gewann damit gleich eine Medaille. In den Siegerlisten wird er in jenen Jahren häufig als Bratan Gawrilow geführt, was zu Verwechslungen führt.
Dies war der Start zu einer großen Ringerkarriere, die, mit zwei Unterbrechungen, bis zum Jahr 1996 dauern sollte. Schon 1983 sorgte er für Furore im internationalen Ringergeschehen, denn er wurde in diesem Jahr sowohl Welt- als auch Europameister bei den Senioren im Papiergewicht. Europameister wurde er in Budapest vor Wassili Anikin aus der UdSSR und Csaba Vadász aus Ungarn und Weltmeister in Kiew vor Markus Scherer aus der Bundesrepublik Deutschland und Timor Taimuras Kasaraschwili. Im Finale dieser Meisterschaft, in der die beiden "Youngsters" Bratan Zenow und Markus Scherer standen, besiegte er diesen mit 6:3 techn. Punkten.
1984 konnte Bratan Zenow diese Erfolgsserie nicht fortsetzen, denn bei der Europameisterschaft war er verletzt und an den Olympischen Spielen dieses Jahres in Los Angeles konnte er nicht teilnehmen, weil Bulgarien, in treuer Gefolgschaft zur Sowjetunion, diese Spiele aus politischen Gründen boykottierte.
Bei der Europameisterschaft 1985 feierte er aber seinen nächsten Titelgewinn. Er wurde in Leipzig Europameister im Papiergewicht vor Markus Scherer und Timor Taimuras Kasaraschwili. Im Finale wurde er dabei überlegener Sieger über Markus Scherer. Bei der Weltmeisterschaft 1985 in Kolbotn, einem Vorort Oslos, wurde Bratan Zenow im Finale überraschenderweise von Magyatdin Allachwerdijew aus der UdSSR besiegt und kam deshalb nur auf den 2. Platz.
Auch in den Jahren 1986 bis 1990 gelang Bratan Zenow kein Titelgewinn mehr. Er gewann in diesen fünf Jahren bei den internationalen Meisterschaften aber sieben Medaillen. 1986 wurde er sowohl Vize-Europameister als auch Vize-Weltmeister. Jeweils in den Finals verlor er dabei gegen Magyatdin Allachwerdijew bzw. Iwan Samtajew, beide aus der UdSSR, gegen den er mit 1:3 techn. Punkten recht knapp verlor. Bei der Europameisterschaft 1987 in Tampere wurde Bratan Zenow im Endkampf von Vincenzo Maenza aus Italien besiegt. Bei der Weltmeisterschaft 1987 in Clermont-Ferrand erreichte er aber nur den 5. Platz. 
Bei der Europameisterschaft 1988 in Kolbotn belegte er den 3. Platz und auch bei den Olympischen Spielen in Seoul erreichte er diesen Platz. Er wurde bei beiden Veranstaltungen jeweils im sog. Poolfinale geschlagen. In Kolbotn von Sergei Suworow aus der UdSSR und in Seoul von Vincenzo Maenza, der knapp mit 4:3 techn. Punkten siegte.
1989 startete Bratan Zenow, in das Fliegengewicht gewechselt, nur bei der Weltmeisterschaft in Martigny/Schweiz und verpasste dort mit einem 5. Platz die Medaillenränge. Bei der Weltmeisterschaft 1990 in Rom-Ostia stand er aber wieder auf dem Sieger-Treppchen, denn er belegte dort den 3. Platz hinter Alexander Ignatenko aus der UdSSR und An Han-bong aus Südkorea.
Bei der Europameisterschaft 1991 in Aschaffenburg gelang ihm dann sein vierter Titelerfolg. Er wurde Europameister im Fliegengewicht vor Dariusz Piaskowski aus Polen und Alfred Ter-Mkrtchyan aus der UdSSR. Im Poolfinale besiegte er dabei Željko Popović aus Jugoslawien, nachdem er vorher in seinem Pool u. a. auch Rosario Schmitt aus Deutschland besiegt hatte. Im Finale war der Pole Dariusz Piaskowski, der Alfred Mkrtchyan ausgeschaltet hatte, gegen ihn chancenlos. Keine Rolle spielte Bratan Zenow dann bei der Weltmeisterschaft 1991 in Warna. Er kam in seinem Pool nur auf den 3. Platz und verlor auch den Kampf um Platz 5. gegen Oleg Kutscherenko aus der UdSSR. Ein enttäuschendes Ergebnis für ihn vor heimischem Publikum.
Bei der Europameisterschaft 1992 kam er dann wieder in das Finale, in dem er gegen Alfred Ter-Mkrtchyan, der 1992 noch für die GUS startete und später nach Deutschland ging, klar nach Punkten unterlag. Bei den Olympischen Spielen in Barcelona verlor Bratan Zenow in seinem Pool gegen den Olympiasieger von 1988 Jon Rønningen aus Norwegen und gegen den farbigen US-Amerikaner Shawn Sheldon und konnte deswegen nur um den 5. Platz kämpfen, den er sich mit einem Sieg über Valentin Rebegea aus Rumänien sicherte.
Nach diesen Olympischen Spielen beendete Bratan Zenow seine internationale Ringerkarriere. Er schloss ein Sportstudium ab und wurde in seinem Verein Ringertrainer. Im Olympiajahr 1996 wagte er aber ein Comeback, das ihn wieder an die Spitze der bulgarischen Ringer im Papiergewicht, in das er unter großen Entsagungen abtrainierte, brachte. Keine Erfolge gelangen ihm aber mehr bei den internationalen Meisterschaften. Bei der Europameisterschaft in Budapest belegte er nur den 9. Platz und bei den Olympischen Spielen in Atlanta kam er auf den 10. Platz. 
Bratan Zenow ist seit einigen Jahren Cheftrainer für die Ringer im griechisch-römischen Stil im bulgarischen Ringerverband.

## Internationale Erfolge
| Jahr | Platz  | Wettbewerb                         | Gewichtsklasse | |
| 1981 | 3.     | Junioren-WM in Vancouver           | Papier         | hinter Mark Fuller, USA u. Magyatdin Allachwerdijew, UdSSR, vor Bernd Scherer, BRD u. Lars Rønningen, Norwegen                         |
| 1982 | 2.     | Junioren-EM in Leipzig             | Papier         | hinter Markus Scherer, BRD, vor Magyatdin Allachwerdijew                                                                               |
| 1982 | 3.     | WM in Kattowitz                    | Papier         | hinter Timor Taimuras Kasaraschwili, UdSSR u. Salih Bora, Türkei, vor Leszek Majkowski, Polen und Csaba Vadász, Ungarn                 |
| 1983 | 1.     | Klippan-Turnier                    | Papier         | vor Saksylik Uschkempirow, UdSSR, Kent Andersson, Schweden u. Freddy Scherer, BRD                                                      |
| 1983 | 1.     | WM in Budapest                     | Papier         | vor Wassili Anikin, UdSSR, Csaba Vadász, Markus Scherer u. Vincenzo Maenza, Italien                                                    |
| 1983 | 1.     | WM in Kiew                         | Papier         | vor Markus Scherer, Timor Taimuras Kasaraschwili, Fumikazu Sasaki, Japan u. Csaba Vadász                                               |
| 1985 | 1.     | EM in Leipzig                      | Papier         | vor Markus Scherer, Timor Taimuras Kasaraschwili, Csaba Vadász u. Krysztof Mudrecki, Polen                                             |
| 1985 | 2.     | WM in Kolbotn                      | Papier         | hinter Magyatdin Allachwerdijew, UdSSR, vor Csaba Vadász, Reynaldo J. Verona, Kuba u. T. J. Jones, USA                                 |
| 1986 | 2.     | EM in Athen                        | Papier         | hinter Iwan Samtajew, UdSSR, vor Vincenzo Maenza, Lars Rønningen und Fuat Yıldız, Türkei                                               |
| 1986 | 2.     | WM in Budapest                     | Papier         | hinter Magyatdin Allachwerdijew, vor Reynaldo Jimenez, Kuba, Lars Rønningen u. Andrzej Głąb, Polen                                     |
| 1987 | 2.     | EM in Tampere                      | Papier         | hinter Vincenzo Maenza, vor Sergei Suworow, UdSSR, Markus Scherer und Andrzej Głąb                                                     |
| 1987 | 5.     | WM in Clermont-Ferrand             | Papier         | hinter Magyatdin Allachwerdijew, Vincenzo Maenza, Lars Rønningen und Andrzej Głąb                                                      |
| 1987 | 2.     | FILA-Grand-Prix-Gala in Budapest   | Papier         | hinter Vincenzo Maenza, vor Andrzej Głąb, Markus Scherer, Reynaldo Jimenez und Magyatdin Allachwerdijew                                |
| 1988 | 3.     | EM in Kolbotn                      | Papier         | hinter Lars Rønningen u. Sergei Suworow, vor Andrzej Głąb, Fuat Yıldız u. Freddy Scherer                                               |
| 1988 | Bronze | OS in Seoul                        | Papier         | hinter Vincenzo Maenza u. Andrzej Głąb, vor Magyatdin Allachwerdijew, Al-Faraj, Syrien u. Markus Scherer                               |
| 1989 | 5.     | WM in Martigny                     | Fliegen        | hinter Alexander Ignatenko, UdSSR, Remzi Öztürk, Türkei, An Han-bong, Südkorea u. Csaba Vadász                                         |
| 1990 | 3.     | WM in Rom-Ostia                    | Fliegen        | hinter Alexander Ignatenko u. An Han-bong, vor Marian Sandu, Rumänien u. Shobei Nakamuri, Japan                                        |
| 1991 | 1.     | EM in Aschaffenburg                | Fliegen        | vor Dariusz Piaskowski, Polen, Alfred Ter-Mkrtchyan, UdSSR, Željko Popović, Jugoslawien u. Rosario Schmitt, Deutschland                |
| 1991 | 6.     | WM in Warna                        | Fliegen        | hinter Raúl Martínez Alemán, Kuba, Shawn Sheldon, USA, Jon Rønningen, Norwegen, Valentin Rebegea, Norwegen u. Oleg Kutscherenko, UdSSR |
| 1992 | 2.     | EM in Kopenhagen                   | Fliegen        | hinter Alfred Ter-Mkrtchyan, GUS, vor Remzi Öztürk, Senad Rizvanović, Jugoslawien u. Sandor Csergö, Schweden                           |
| 1992 | 5.     | OS in Barcelona                    | Fliegen        | hinter Jon Rønningen, Alfred Ter-Mkrtchyan, Kap Ming-hyung, Südkorea u. Shawn Sheldon                                                  |
| 1996 | 4.     | Großer Preis von Italien in Faenza | Papier         | hinter Wilber Sánchez, Kuba, Oleg Kutscherenko, Deutschland u. Francesco Costantino, Italien                                           |
| 1996 | 9.     | EM in Budapest                     | Papier         | Sieger: Safar Gulijew, Russland vor Dians Agadjanias, Griechenland u. Francesco Costantino                                             |
| 1996 | 10.    | OS in Atlanta                      | Papier         | Sieger: Sim Gwon-ho, Südkorea vor Aljaksandr Paulau, Belarus u. Safar Gulijew                                                          |

Anm.: alle Wettbewerbe im griechisch-römischen Stil, OS = Olympische Spiele, WM = Weltmeisterschaft, EM = Europameisterschaft, Papiergewicht, damals bis 48 kg, Fliegengewicht, damals bis 52 kg Körpergewicht